# Nouchka Fontijn
Nouchka Fontijn, född den 9 november 1987 i Rotterdam, är en nederländsk boxare.
Hon tog OS-silver i mellanvikt i samband med de olympiska boxningstävlingarna 2016 i Rio de Janeiro. Vid OS i Tokyo 2021 tog Fontijn brons i mellanvikt.